# Medeón (Beocia)

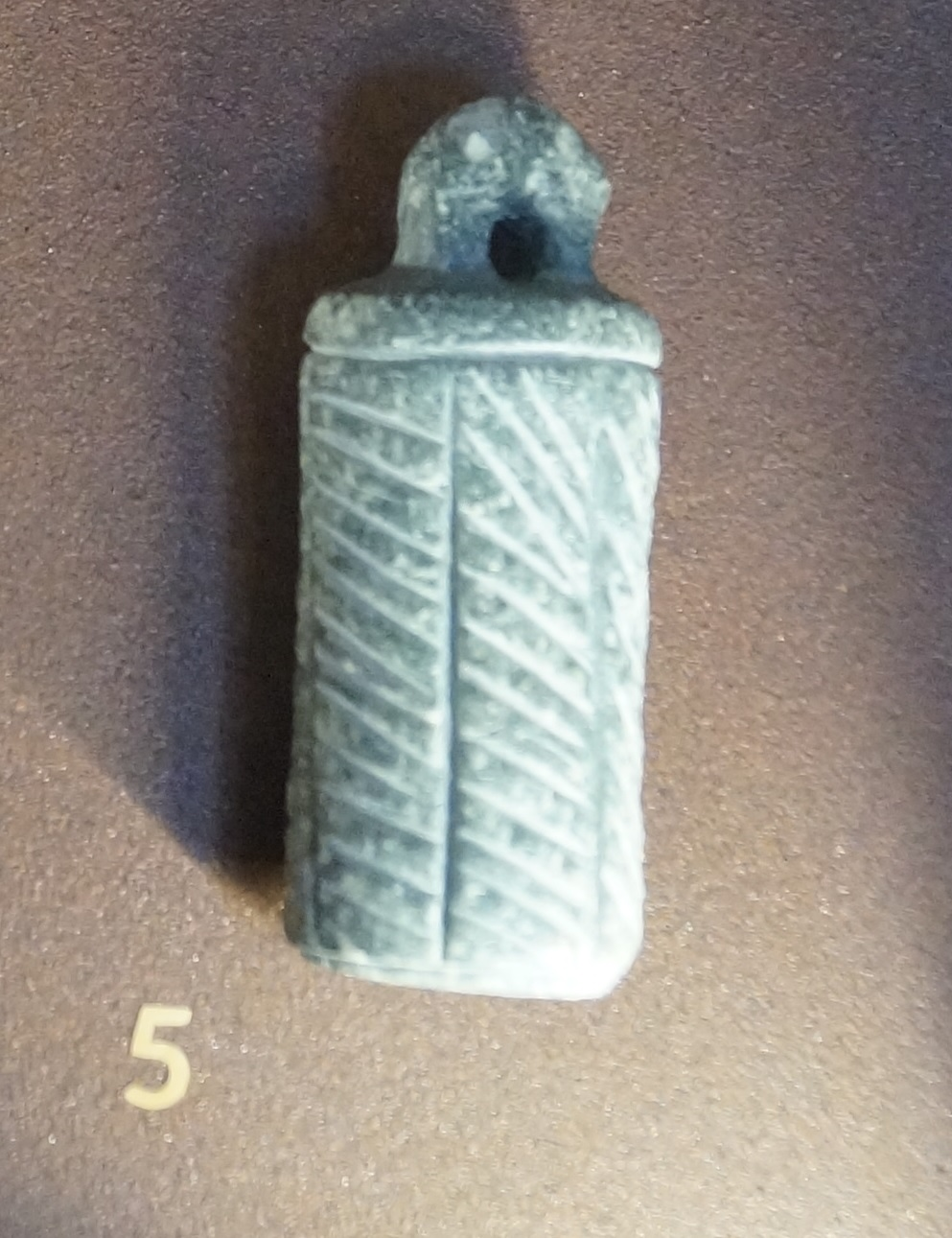
Sello cilíndrico de piedra procedente de Medeón (Museo Arqueológico de Tebas)

Medeón (en griego, Μεδεών) es el nombre de una antigua ciudad griega de Beocia, que fue mencionada por Homero en el Catálogo de las naves de la Ilíada, donde recibe el epíteto de bien construida ciudadela.
Según Estrabón, se encontraba cerca de Onquesto y su nombre cambió por el de Fenicis por su ubicación en el monte llamado Fenicio, que actualmente se llama Fagas. Se localiza en una colina llamada Kastraki, al oeste de un pueblo llamado actualmente Davlosis o Daflosis, en la orilla del lago Copaide.